# Affaire Pierre Dubois
Pour les homonymes de la personne éponyme, voir Pierre Dubois.
L’« affaire Pierre Dubois » est une affaire criminelle française dans laquelle Pierre Dubois fut accusé d'avoir assassiné Denise Descaves, la principale du collège Pierre Brossolette à La Chapelle-Saint-Luc en avril 1993. L'affaire a un grand retentissement dans l'opinion publique, déjà en 1983 à Grenoble le proviseur Monsieur André Argouges, du lycée Jean Bart avait été tué par un élève de 17 ans. 

## Les faits et l'enquête
Le mercredi 21 avril 1993, pendant les vacances de Pâques, au collège Pierre Brossolette à La Chapelle saint Luc (banlieue de Troyes), le concierge découvre dans le bureau du  secrétariat le corps de Denise Descaves aux alentours de 13 h 35. Lorsque le médecin légiste et les policiers arrivent sur place, ils constatent que la victime a été tuée avec un coupe-papiers planté dans le ventre ainsi qu'étranglée avec un fil de téléphone. Le personnel administratif et technique, alors parti déjeuner, n'a rien vu ni entendu. 
En fouillant le bureau de madame Descaves, les policiers remarquent un cheveu blond dans la main de la victime, sans doute celui de l'assassin. Puis ceux-ci trouvent une poubelle dans laquelle ils trouvent des morceaux de papiers déchirés ; en les reconstituant, ils apprennent que cette lettre provient de l'Inspecteur d'Académie donnant un blâme à un certain Pierre Dubois, un subordonné de Denise Descaves, psychologue de formation chargé de la section SES (Section d'Éducation Spécialisée), accueillant des jeunes en difficulté. Selon les témoignages du corps enseignant et des personnes travaillant de près avec Denise Descaves, cette dernière et Pierre Dubois étaient en conflit.
Cinq jours après le meurtre, Pierre Dubois est convoqué au commissariat de Troyes, où il admet ses différends avec la victime, puis la police lui apprend que selon l'autopsie Mme Descaves a été tuée entre 13 h 15 et 14 h. Pierre Dubois déclare qu'entre cet intervalle de temps il était en voiture avec sa femme et sa fille et partait dans sa maison de campagne. Il avoue être le meurtrier mais déclare avoir étranglé la victime entre 12 h 10 et 12 h 20, alors qu'en réalité elle a été tuée avec un fil de téléphone. Devant ces contradictions matérielles, Pierre Dubois se rétracte et est finalement remis en liberté au bout de 24 heures de garde à vue.
En novembre 1993, alors que l'enquête piétine, un certain détenu, Miki, se présente au commissariat et déclare que sa petite amie, le lendemain de la mort de Mme Descaves, lui a raconté que le frère de sa petite-amie, Karim, venait de « zigouiller une bonne femme » et qu'il avait « envie de dégueuler ». Miki raconte alors que Mme Descaves avait surpris des jeunes, dont Karim, en train de dealer de la drogue au sein même du collège, madame Descaves, selon les dires de Miki, aurait appelé la police et Karim paniqué l'aurait étranglée avec le fil du téléphone. Cependant, interrogé par la police et le juge d'instruction, Karim nie toute implication dans le meurtre, puis est relâché, faute de preuves matérielles.
Quatre années plus tard, en avril 1997, de nouveaux éléments apparaissent dans le dossier concernant des fibres retrouvées sur la veste noire de Denise Descaves : en effet, 213 fibres ont été trouvées sur cette veste, dont 65 de couleur verte. Or une reconstitution de la mort de Mme Descaves a été effectuée et a permis d'établir que Denise Descaves a été tuée entre 12 h 5 et 12 h 35 et non entre 13 h 15 et 14 h. Selon les différents témoignages, la secrétaire de la victime est partie à 12 h 5, tout le personnel déjeunait à 12 h 15 et le jardinier a vu un homme faire des assouplissements à 12 h 25 (à 70 m du bureau de madame Descaves et portant un jogging vert). De plus, les policiers arrivent à la conclusion que Denise Descaves a vraisemblablement crié avant de mourir et, sachant que personne n'a rien entendu, ils en déduisent que la victime était seule au moment de sa mort. Les policiers montrent différentes photos du personnel du collège au jardinier et celui-ci finit par désigner Pierre Dubois comme étant l'homme au survêtement vert.
Pierre Dubois est convoqué une nouvelle fois au commissariat de Troyes et ne fournit pas de réel alibi aux policiers. Par ailleurs, Denise Descaves était enfermée dans son bureau et sur les lieux du meurtre le trousseau de clés était sur la serrure alors que selon la secrétaire la victime gardait ce trousseau près de son fauteuil, ce qui laisse penser que la victime a ouvert à une personne qu'elle connaissait.
En outre, les policiers ont fait expertiser le survêtement vert de Pierre Dubois et le laboratoire d'analyse déclare que les fibres vertes retrouvées sur la veste de la victime correspondent à celles se trouvant sur le jogging de monsieur Dubois. Puis une collègue de Mme Descaves déclare qu'après avoir prévenu Pierre Dubois du décès de la principale celui-ci a fait une remarque étonnante : Ça devait finir par arriver. On est toujours seul pour travailler. Cela renforce les suspicions des policiers, car seul l'assassin pouvait savoir que madame Descaves était seule au moment du meurtre.
Pierre Dubois est déféré devant le juge d'instruction, qui l'inculpe pour assassinat, même si des zones d'ombre subsistent. 
Le procès de Pierre Dubois s'ouvre le 9 juin 2000, 7 ans après les faits. Au cours du procès la personnalité de l'accusé est dépeinte : tout le monde le présente comme un homme simple ayant un côté France profonde mais pouvant avoir des colères imprévisibles. Les relations houleuses entre la victime et Pierre Dubois sont traitées lors du procès et Denise Descaves, par le biais de l'Inspecteur d'Académie, ne voulait plus que monsieur Dubois fasse partie du personnel du collège à la rentrée 1993 en raison de manquements à ses obligations. 
Néanmoins, l'avocat de la défense pointe du doigt le fait que le cheveu retrouvé dans la main de la principale a disparu des pièces à conviction et que ce cheveu aurait pu innocenter Pierre Dubois, car ce cheveu était blond et que l'accusé ne l'est pas. De plus, l'avocat ajoute que personne ne peut prouver que Pierre Dubois était sur les lieux du crime car l'heure de la mort reste incertaine. 
À l'issue du procès, Pierre Dubois est condamné à 20 ans de réclusion criminelle,.
En 2002, lors du procès en appel, Pierre Dubois est condamné à 15 ans de réclusion criminelle,,.
L'avocat de Pierre Dubois se pourvoit en cassation et le troisième procès s'ouvre en 2003. Au cours du procès, un expert d'Orléans affirme que Denise Descaves a été assassinée entre 12 h 5 et 13 h 40 et qu'elle a été étranglée à mains nues en même temps que le tueur s'est servi du fil de téléphone. Pierre Dubois est parti dans sa maison de campagne à 13 h 15 (ce qui l'innocenterait) mais a affirmé lors de sa première garde à vue qu'il avait étranglé la principale à mains nues. Puis la piste des trafiquants de drogue repasse au premier plan car madame Descaves voulait faire la chasse au trafic en tout genre. Mais ni la nouvelle expertise ni la piste de la drogue ne sont prises en compte par les jurés et ces derniers condamnent Pierre Dubois à 18 ans de réclusion criminelle.
Mis en liberté conditionnelle après 12 ans d'incarcération, Pierre Dubois a désormais pris sa retraite.

## Documentaires télévisés
- « L'affaire Dubois » en 2002 dans Autopsie d'un meurtre sur 13e rue.
- « Pierre Dubois, meurtre au collège » en mai 2005, novembre 2006 et octobre 2009 dans Faites entrer l'accusé présenté par Christophe Hondelatte sur France 2.
- « Mais qui a tué la principale du collège ? » le 2 septembre 2009 dans Enquêtes criminelles : le magazine des faits divers sur W9.
- « L’affaire Pierre Dubois ». Dossier de France 3 présenté le lundi 15-03-04 à 21h.« L’affaire Dubois. Scripte du document de France3 présenté le lundi 15 mars 2004 ».